# Košice
Košice (uttal: ['kɔʃitsɛ]; ungerska: Kassa, uttal: [kaʃa]; tyska: Kaschau) är en stad i Slovakien. Košice är Slovakiens näst största stad, med en yta av cirka 242,768 km² och en befolkning som 2015 uppgick till 239 200 invånare. Staden är kulturellt och ekonomiskt centrum för den östra halvan av landet.

## Geografi
Košice ligger i den östra delen av landet, 206 meter över havet, nära gränserna till: 
- Polen – cirka 75 kilometer
- Ukraina – cirka 80 kilometer
- Ungern – cirka 25 kilometer

## Historia
Orten är känd sedan 800-talet och fick stadsrättigheter 1241; den nämns 1290 som en kunglig ungersk stad. Under senmedeltiden växte Košice fram som en betydelsefull knutpunkt för handeln, och vid denna tid var den Ungerns tredje stad.
Under flera hundra års tid – från 1500- till 1700-talet – var Košice centrum för det regionala motståndet mot Habsburg.
1921, i samband med fredsavtalen efter första världskrigets slut och Österrike-Ungerns upplösning, överfördes Košice till den nya staten Tjeckoslovakien. 1938 återfördes staden till Ungern, men efter andra världskrigets slut blev Košice ännu en gång en tjeckoslovakisk stad.
1993 delades Tjeckoslovakien upp i de båda självständiga staterna Tjeckien och Slovakien. Som del av den östra tjeckoslaviska landshalvan blev Košice nu del av det nya Slovakien.
Košice var en av Europas kulturhuvudstäder år 2013. Den andra var den sydfranska staden Marseille.

## Ekonomi
Staden omges av rika mineralfyndigheter.

### Näringsliv
US Steel stålverk, som dominerar Košices näringliv, är både stadens och östra Slovakiens största arbetsgivare. Verket är en komplett stålindustri med masugn, tunnplåt och rörverk.

### Transporter
Košices internationella flygplats, belägen söder om staden, har trafik med internationella flyg samt inrikes (Bratislava) och charter. Den är landets näst viktigaste flygplats.

## Stadsbild
Stadens medeltida stadskärna är i likhet med många andra städer i Slovakien och Tjeckien dominerad av en huvudgata som breddas till ett torg; detta omges i regel av kyrkor, palats och borgarhus. I mitten på Košices stadskärna står katedralen Sankta Elisabeth, byggd i gotisk stil åren 1382–1497.
Bland Košices kulturinstitutioner finns teater, filharmonisk orkester och olika museer med koppling till kulturen i den östra landshalvan. Östslovakiska teatern i Košice grundades 1924. En balettensemble grundades i staden 1947.

## Kultur

### Utbildning
I Košice finns ett av Slovakiens fyra universitet, vid sidan av Comenius-universitetet i Bratislava (med rötter till 1467) samt de sent bildade i Nitra och Žilina. Universitetet i Košice grundades 1959.

### Sport
HC Košice vann IIHF Continental Cup 1998. Sedan 1924 hålls årligen den internationella tävlingen Košice maraton.

### Kända personer
- Martina Hingis, schweizisk professionell tennisspelare
- Sándor Márai, ungersk författare
- Rudolf Schuster, politiker, Slovakiens president 1999-2004
- Rastislav Staňa, ishockeymålvakt

### Vänorter
Košice har följande vänorter:
- Abaújszántó, Ungern
- Brahestad, Finland
- Budapest, Ungern
- Bursa, Turkiet
- Cottbus, Tyskland
- Katowice, Polen
- Krosno, Polen
- Miskolc, Ungern
- Mobile, USA
- Niš, Serbien
- Ostrava, Tjeckien
- Plovdiv, Bulgarien
- Rzeszów, Polen
- Sankt Petersburg, Ryssland
- Uzjhorod, Ukraina
- Verona, Italien
- Vysoké Tatry, Slovakien
- Wuppertal, Tyskland